# Mfon Essien
Mfon Essien, vlastním jménem Mmekutmfon Essien (1967, Ikot Ekpene – 14. února 2001, New York) byla americko-nigerijská fotografka.

## Životopis
Mmekutmfon Essien se narodila v roce 1967 v Ikot Ekpene v  Nigérii. Její rodina emigrovala do Spojených států, když jí byly dva roky.  V jejím rodném kraj v té době probíhala občanská válka, války v Biafře. Vyrostla v Baltimoru. Mmekutmfon znamená «Viděl jsem Boží dobrotu», ale ona sama si říkala Mfon.
Vystudovala literaturu a umění na Morgan State University v Baltimoru. Poté se na počátku 90. let přestěhovala do New Yorku, kde pracovala jako profesionální fotografka, psala módní reportáže pro periodik jako například Vibe (časopis věnovaný městské kultuře, černošské americké hudbě, hip-hopu a módě) a People (který se zaměřuje na celebrity). Zároveň se pustila do umělecké fotografické tvorby. Pracovala černobíle s velkoformátovou fotografickou kamerou . Od roku 1996 byly její fotografie vystaveny v newyorské galerii Rush Arts v Chelsea.
V roce 1998 jí byla diagnostikována rakovina prsu v terminálním stádiu. Ve snaze odstranit tuto rakovinu podstoupila mastektomii.  Krátce poté vytvořila fotografickou sérii, kterou nazvala The Amazon's New Clothes, v odkazu na příběh Hanse Christiana Andersena, Císařovy nové šaty. Tato série je tvořena jejími portréty, nahá, s jizvou označující nepřítomnost prsou, která se jeví jako amazonka vedoucí válku proti kánonům krásy vztyčeným muži . Tato série je vybrána z děl prezentovaných na bienále v Dakaru v roce 2000. Odhodlána naučit se žít bez levého prsu, vysvětluje: „Vyfotografovala jsem se speciálně, abych se okamžitě uzdravila a překonala smutek. Řekla jsem si ‚nemáš žádná prsa a v dohledné době tě nečeká plastická operace‘. Tak se dej dohromady a budeš se cítít sexy ještě dnes “.  Tato série je také zahrnuta do skupinové výstavy plánované na rok 2001 v Brooklynském muzeu s názvem Committed to the Image. Současní černošští fotografové.
Zemřela na rakovinu 14. února 2001 ve věku 34 let. Další den se otevírala výstava v Brooklynském muzeu. Její jméno se stalo symbolickou postavou africké diaspory ve Spojených státech a v roce 2017 si ji připomíná název antologie fotografek z této komunity, Mfon : Women Photographers of the African Diaspora (Mfon: Fotografky africké diaspory).